# Bad Boy (TV-serie)
Bad Boy (originaltitel, hebreiska: ילד רע, transkriberat: Yeled Ra) är en israelisk dramaserie med från 2023 av Ron Leshem, Daniel Chen och Hagar Ben-Asher. Serien är löst baserad på komikern Daniel Chens liv, som också spelar den vuxna versionen av sin rollfigur. Serien hade premiär vid Toronto International Film Festival, och visades därefter på den israeliska kanalen HOT samt internationellt på Netflix.

## Handling
Serien skildrar historien om Dean Sheyman, en 13-årig pojke som efter ett brott placeras på en ungdomsvårdsanstalt i närheten av Tel Aviv. Där utsätts han för våld och övergrepp, men finner också en vän i medfången Zion Zoro. Genom tillbakablickar och parallella berättelser får tittaren följa Deans utveckling från ung pojke till ståuppkomiker, samtidigt som de dramatiska händelserna i hans förflutna gradvis avslöjas.

## Produktion
Serien producerades av det israeliska produktionsbolaget Sipur i samarbete med det amerikanska bolaget North Road Company. Samtliga avsnitt regisserades av Hagar Ben-Asher. Manus skrevs av Ron Leshem, Daniel Chen, Hagar Ben-Asher samt flera andra författare. Rollbesättningen består både av professionella skådespelare och amatörer.

## Utgivning
Serien hade sin världspremiär den 7 september 2023 på Toronto International Film Festival. Den israeliska tv-premiären ägde rum den 19 november 2024 på betalkanalen Hot 3. Sedan den 2 maj 2025 finns serien tillgänglig på Netflix i 190 länder, inklusive i dubbade versioner till större språk som engelska, tyska och spanska.
| Roll                 | Skådespelare  |
| -------------------- | ------------- |
| Dean Shaiman (barn)  | Guy Menaster  |
| Dean Shaiman (vuxen) | Daniel Chen   |
| Sion Zoro            | Havtamo Farda |
| Tamara Shaiman       | Neta Plotnik  |
| Chelli               | Liraz Chamami |
| Dekel Shaiman        | Bar Fatal     |
| Sunny Bracha         | Ben Sultan    |
| Keren                | Bat-hen Sabag |

## Mottagande
Serien togs emot med stor entusiasm i Israel. Vid Israeli Television Academy Awards 2025 vann Bad Boy sju utmärkelser, däribland bästa dramaserie, bästa regi och bästa manliga huvudroll.
Kritiker har berömt serien för dess autenticitet och känslomässiga djup, och jämfört den med andra serier som Euphoria och Adolescence. Time-journalisten Judy Berman beskrev serien som ett ”kraftfullt fängelsedrama”, men kritiserade samtidigt den delvis överlastade berättarstrukturen. Israeliska mediebolag som Haaretz och Kveller beskrev serien som en kulturell milstolpe och ett framsteg för israeliskt historieberättande.